# Шахи (остров)
Шахи (перс. جزیره شاهی‎) или Джезирейе-Ислами (перс. جزیره اسلامی‎) — остров в восточной части озера Урмия, остан Восточный Азербайджан Ирана. Один из двух заселённых островов озера. После понижения уровня озера остров превратился в полуостров. На острове есть 7 населённых пунктов: Сарай, Аг Гондаб, Гемичи, Бурачалы, Гыйгач, Темирлу и Бехрамабад.
На острове был похоронен монгольский правитель и военачальник, внук Чингис-хана Хулагу Хан.